# آدام کین
آدام کین (به انگلیسی: Adam Kane) (متولد ۲۳ ژانویه ۱۹۶۸ در بربنک، کالیفرنیا) یک مدیر فیلم‌برداری، کارگردان فیلم، و کارگردان و تهیه‌کننده تلویزیون است.
از ۱۹۹۰، کین اعتبارات و موفقیت‌های فیلمبرداری‌اش را از فیلم‌هایی مانند سلام سزار، مرد و پوست والکر کسب کرده است.
در سال ۲۰۰۵، فیلم کوتاهی به نام ثابت با بازی رابرت پاتریک را که برنده جوایز متعدد شده، کارگردانی کرده بود. به‌عنوان یک کارگردان تلویزیونی، موفقیت‌های خود از سریال‌هایی مانند سوپرنچرال، قهرمانان، د منتالیست، پناهگاه و انسان بودن کسب کرده است.